# Vetusta Morla
Vetusta Morla és un grup de rock alternatiu originari de Tres Cantos, Madrid que canta en castellà. Després de nou anys de marxa musical, el febrer de 2008 van publicar el seu primer àlbum, Un día en el mundo, que va rebre una gran acollida tant per part del públic com de la crítica especialitzada. Tres anys més tard, l'any 2011, publiquen el seu segon àlbum, Mapas.

## Història
Vetusta Morla va néixer a finals dels anys 90, concretament a l'estiu del 1998. Tot va començar en el gimnàs de l'institut José Luis Sampedro, de la localitat madrilenya de Tres Cantos.
Els primers components de Vetusta Morla van ser Pucho (veu), David García "El Indio" (bateria), Jorge González (percussió), Alejandro Notario (baix) i Guillermo Galván (guitarra). Més tard, a finals del 1998, Juan Manuel Latorre es va incorporar al grup com a guitarrista i teclat, complementant el sextet.
El grup pren el seu nom de la vella tortuga de La història interminable de Michael Ende, Morla, una tortuga que va optar per creure's el mínim per a no convertir-se en res.
La gravació de la seva primera maqueta, 13 horas con Lucy, va tenir lloc el gener del 2000. Després de guanyar en març del mateix any el segon premi del "Concurso Musical de Hortaleza", i el primer premi del "Concurso Estatal de Pop-Rock de Rivas Vaciamadrid", uns mesos més tard, sorgeix l'oportunitat de gravar una segona demo, que prendria el nom de la banda, el gener de 2001.
Un temps més tard, després d'arribar a la final del "Concurso de Rock de Moratalaz" l'any 2001, el grup coneix el productor David Hyam. Amb ell comencen a perfilar un nou treball, La cuadratura del círculo.
En finalitzar la gravació de la tercera demo, Alejandro Notario abandona el grup. Al cap de poc Álvaro B. Baglietto passa a ser el nou baixista.

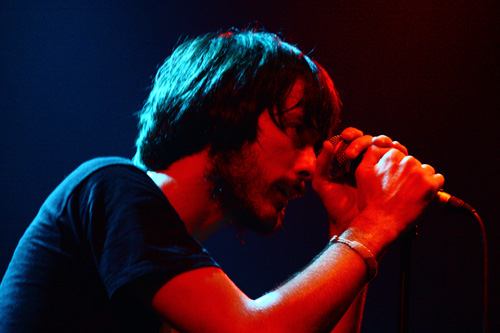
Pucho, cantant de Vetusta Morla.

En el 2004 van actuar en Los conciertos de Radio 3 de RTVE. També van participar en el Festival Internacional Anti-Crise (Beirut), al qual van ser convidats com els representants espanyols. Es tractava d'un esdeveniment que reunia a alguns artistes de diferents nacionalitats. Allí van tenir l'ocasió no només de tocar amb tots els convidats, sinó també de conviure durant uns dies, tots junts en una casa otomana convertida en residència d'artistes i centre cultural anomenada Zico House.
El gener de 2005, van publicar Mira, un EP autoeditat de 7 temes.
Durant tot aquest temps, Vetusta Morla no ha deixat de tocar per sales d'arreu d'Espanya, prestant especial atenció al circuit madrileny (El Sol, Café La Palma, Galileo Galilei, Caracol, Macumba, Clamores, Heineken, La Boca del Lobo, Ritmo & Compás, Chesterfield Café, Joy Eslava...)
El febrer de 2008, van editar el seu primer llarg, Un día en el mundo, que ha sigut descrit com "el millor primer disc d'un grup en la història del rock espanyol" per la premsa especialitzada.
El 18 de febrer d'aquell mateix any, van tornar a actuar en Los conciertos de Radio 3, aquesta vegada presentant el seu primer LP.
El gener de 2011, el grup confirma a través de Twitter que estan treballant en un nou disc, que seria editat a mitjans d'any.
L'11 d'abril de 2011, el grup penja en la seva pàgina oficial la cançó En el río, avançament del seu segon treball, Mapas. El disc va ser presentat a través del web oficial, com a primícia, el 3 de maig del mateix any abans de ser llençat al mercat, el 6 de maig de 2011.
El 3 de desembre va sortir a la llum amb el seu propi segell, Pequeño salto mortal, la Banda Sonora Original del videojoc conjunt amb Delirium Studios Los ríos de Alice, portant el CD el mateix nom. Es tracta d'un treball de 14 temes que inclou la cançó Los buenos, ja interpretada en directe per la banda.
Actualment han comunicat a través de les seves xarxes socials que es troben preparant el que serà el seu tercer àlbum, La deriva, que sortirà al mercat a principis del 2014 i del que ja han anunciat algunes dates de concerts.

## Membres
- Pucho (veu)

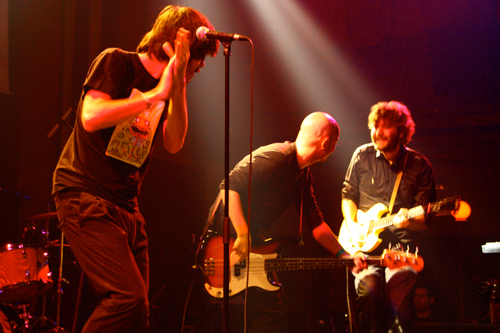
Pucho, Álvaro Baglietto i Juan Manuel Latorre durant un concert.

- David García "el Indio" (bateria i cors)
- Álvaro B. Baglietto (baix)
- Jorge González (percussions i programacions)
- Guillermo Galván (guitarra i cors)
- Juan Manuel Latorre (guitarra i teclats)

Els components de Vetusta Morla col·laboren, a més, en diferents projectes musicals. David "el Indio" forma part entre altres de SpeakLOW, Quartetoscopio, i col·labora en multitud de projectes, inclòs Depedro, la nova aventura de Jairo Zavala. Ha tocat amb artistes de flamenc, amb Amparanoia, i amb Muchachito Bombo Infierno. Jorge és membre d'una banda de fusió anomenada Calocando i Juanma, d'una de funk/hip-hop anomenada Funkin Donuts.

## Discografia
- 13 horas con Lucy (demo, 2000)
- Vetusta Morla (demo, 2001)

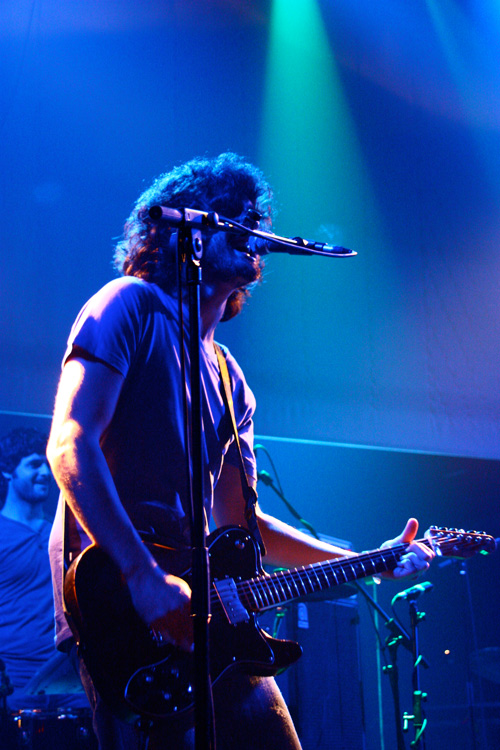
Guillermo Galván, guitarrista.

- La cuadratura del círculo (demo, 2003)
- Mira (EP, 2005)
- Un día en el mundo (àlbum, 2008)
- Mapas (àlbum, 2011)
- Los ríos de Alice (BSO, 2013)
- La deriva (àlbum, 2014)

### Mira
Mira pot considerar-se la primera gravació "professional" de Vetusta Morla. Produït pel grup i Angel Luján, inclou sis temes, més un bonus track, entre els quals es troben gravacions del primer directe que la banda va oferir en Los conciertos de Radio 3.
La imatge de la portada va sorprendre a la banda en la seva escala a Beirut, en el Godot Art Gallery de Praga. El artwork de Mira va anar a càrrec del mateix Pucho.
Llistat de temes
1. Año nuevo
2. Valiente
3. La gravedad
4. Taxi
5. La marea
6. Al respirar
7. Iglús sin primavera (bonus track)

### Un día en el mundo
El primer llarg de Vetusta Morla va començar a desenvolupar-se a Alameda de Cervera (Ciudad Real), en el taller de "Creacció" de l'artista Alfredo Martínez. En una de les sales d'una antiga bodega es van gravar les bateries, els baixos, i part de les percussions. La resta de la gravació es va finalitzar als estudis Sonobox de Madrid, amb els seus socis i productors; Javibu Carretero i Manuel Colmenero.
Després de no rebre el suport que cercaven per part de les discogràfiques, Vetusta Morla va crear el segell Pequeño Salto Mortal, amb el qual, per fi, publiquen el seu primer disc el febrer de 2008.
A l'àlbum s'inclouen temes de diferents èpoques de la banda, alguns dels quals han sigut revisats i, fins i tot, han canviat de nom.
Un día en el mundo és també el títol del tema que va ser escollit com carta de presentació del disc. El videoclip del mateix va ser realitzat per Álvaro León (keloide) Arxivat 2009-02-27 a Wayback Machine., i va aconseguir ser nominat en el Festival de Cine de Málaga i el Festival de Cortos de Medina del Campo (2008).
La fotografia de la portada de l'àlbum, realitzada per David Martín Page, mostra un noi que salta entre dos bancs en un moll al costat de la mar. Està realitzada en la platja Nova Icària de Barcelona. Els membres de la banda expliquen la relació entre aquesta imatge i la mateixa banda en una entrevista:
| « | El cel i la mar són immensos, inabastables. Però el noi no sembla adonar-se'n, està concentrat en la seua petita aventura del dia, saltar d'un banc a un altre. Per a altres serà una cosa nímia, però per a ell és la seva gran audàcia, l'odissea d'aquella jornada. En part, editant aquest àlbum, ens sentim d'una manera pareguda a aquest noi. No tornarà a ser el mateix després d'aquell salt, però no és tampoc un canvi radical, és un petit pas endavant, un capítol més dins d'una història major, una etapa que s'ha desenvolupat de manera natural dins d'una llarga evolució. | » |

L'edició especial, que va tindre un tiratge de 2.080 còpies, es compon del CD, el DVD "La canción número 13" realitzat per Guillermo Galván (guitarrista de la banda), que mostra el procés de gravació del disc, les lletres en transparències individuals, i una peça d'un puzle. En total, hi ha 13 puzles (tants com cançons), i cadascun consta de 160 peces, que componen la imatge de la portada del disc.

Segons paraules del grup, 
| « | Totes les peces juntes componen el gran puzle de Vetusta Morla, la qual cosa significa que tu també formes part d'ell, part de nosaltres i part de les cançons. Tenim l'aspiració de fer una música que presente forats, espais en blanc que cadascú ha de completar amb el que sent o pensa. Això significa que les cançons creixeran amb la vostra energia i el seu significat s'ampliarà amb el que vosaltres aporteu. Significa que també vos pertanyen i que haureu participat en la creació d'alguna cosa major i més bonica. Les peces que posseïu són la manifestació física d'això. | » |

Cadascuna de les còpies va ser empaquetada de manera artesanal pels mateixos membres del grup. El disseny va ser realitzat, una volta més, per Pucho.
En les seves dues primeres setmanes a la venda, el disc va trobar en la llista oficial de vendes elaborada per Promusicae, arribant quasi a esgotar els 2.000 exemplars.
Llistat de temes
1. Autocrítica
2. Sálvese quien pueda
3. Un día en el mundo
4. Copenhague
5. Valiente
6. La marea
7. Pequeño desastre animal
8. La cuadratura del círculo
9. Año nuevo
10. Rey sol
11. Saharabbey road
12. Al respirar

### Mapas
Llistat de temes
1. Baldosas Amarillas
2. Boca en la tierra
3. Los dias raros
4. Maldita dulzura
5. Escudo humano
6. Cancion de vuelta
7. Lo que te hace grande
8. Mi suerte
9. Cenas Ajenas
10. En el rio
11. Mapas
12. El hombre del saco

### Los ríos de Alice
Llistat de temes
1. Los ríos de Alice
2. Juego de espejos
3. Nichos de luciérnagas
4. A lomos de un volcán
5. La atalaya de los buitres
6. Sala de máquinas
7. Un lazo en el ventilador
8. Trastos viejos
9. Reflejos
10. Viene hacía aquí
11. Alice y el gigante
12. Nana insomne
13. Los buenos

### La Deriva
Llistat de temes
1. La deriva
2. Golpe maestro
3. La mosca en tu pared
4. Fuego
5. Fiesta mayor
6. ¡Alto!
7. La grieta
8. Pirómanos
9. Las salas de espera
10. Cuarteles de invierno
11. Tour de Francia
12. Una sonata fantasma